# 7379 Naoyaimae
7379 Naoyaimae eller 1981 EC29 är en asteroid i huvudbältet som upptäcktes den 1 mars 1981 av den amerikanska astronomen Schelte J. Bus vid Siding Spring-observatoriet. Den är uppkallad efter Naoya Imae.
Asteroiden har en diameter på ungefär 3 kilometer.